# BMW HP2 Enduro
La BMW HP2 Enduro est une motocyclette, créée par le constructeur allemand BMW.
Présentée au salon de Munich en 2005, la HP2 Enduro inaugure une nouvelle division au sein de l'usine bavaroise, la section HP, ou High Performance (haute performance).
La base moteur provient de la R1200GS. L'arbre d'équilibrage a disparu, mais la puissance est portée à 105 chevaux.
L'ensemble Telelever est abandonnée au profit d'une fourche classique. Le débattement est porté à 270 mm. La suspension arrière fait appel à un monoamortisseur pneumatique dont le débattement est de 250 mm, dont la pression peut être réglée par une pompe fixée sur le cadre, un petit niveau à bulle est également fixé sur le cadre et permet de vérifier que l'assiette de la moto reste droite après chaque réglage.
Le réservoir est fabriqué en matière translucide, permettant de vérifier le niveau de carburant facilement. La capacité de 13 litres permet des étapes de 200 km.
La hauteur de selle de 920 mm réserve cette machine aux pilotes de grande taille (une selle basse est disponible en option réduisant la hauteur à 895 mm).
Les premiers modèles de HP2 sont chaussées en première monte de pneu d'enduro. Dès juin 2006, BMW offre de série un ensemble de train roulant plus routier, de 120/70 et 150/70 par 17 pouces,